# Библиотека на Варшавския университет
Библиотеката на Варшавския университет е основана през 1816 г. Първи директор е лексикографът и лингвист Самуил Линде.
В началото на XX век в кампуса на улица Краковска е построена първата сграда на централната библиотека. Сто години по-късно става актуална нуждата от нова сграда, която да отговаря на изискванията за пожарна безопасност. Нереализирана остава идеята за преместване на библиотеката и целия ѝ фонд oт 3 милиона единици в сградата на Централния комитет на ПОРП, която е национализирана след политическите промени от 1989. Съобразно друг план Сградата на Библиотеката е изложена на Варшавската фондова борса, а печалбата е насочена към изграждането на нова сграда в близост до брега на Висла.
През 1993 е обявен конкурс за нов строителен проект. Първата награда е присъдена на архитектите Марек Буджински и Збигнев Бадовски. Техният проект има редица оригинални решения. Строителни и монтажни работи започват през 1995 година.
Сградата е въведена в експлоатация 15 декември 1999. Библиотеката се състои от основна сграда на 4 етажа височина. Корпусът е покрит със стъклен покрив. На покрива на основната сграда е разположена ботаническа градина с площ от 1,5 хектара.
В близост до главния вход се намира колонадата на древногръцките философи. На четири високи колони са изложени статуи на полските философи на ХХ век: Кажимеж Твардовски, Ян Лукашевич, Алфред Тарски и Станислав Лешневски.
Обемът на сградата е 260 000 m³, а полезната площ е 64 000 квадратни метра.
На западната фасада има осем пластини със символични надписи:
- Фрагмент от Етюд в B-бемол минор на Карол Шимановски
- математически формули за нормално разпределение, пи, структурата на нуклеинова киселина и уравненията на Максуел.
- текст на санскрит от Упанишадите и Бхагавад гита.
- текст на иврит от книгите на пророк Езекил.
- текст на арабски от „Книгата на Живота“ на Aл Джахиза.
- текст на гръцки от диалога на Платон и Федър.
- текст на староруски от Начална руска летопис.
- текст на старополски език от „Проявление на силата“ от Ян Кохановски.

- Библиотеката отвън
- Колонада на древногръцките философи
- Градината на покрива
- Градината на покрива
- Пластинa с надпис на староруски
- Пластинa с Фрагмент от Етюд в B-бемол минор на Карол Шимановски